# 顾心怿
顾心怿（1937年1月23日—2024年1月2日），上海人，中国石油矿业机械专家，中国工程院院士。

## 生平
1956年毕业于北京中央燃料工业部干部学校。1995年当选为中国工程院院士。